# Matt Passmore
Matthew "Matt" Passmore (Brisbane, 24 de diciembre de 1973) es un actor australiano, que ha interpretado a Marcus Turner en la serie australiana Mcleod's Daughters, a Warwick Mobbs en Underbelly: A Tale of Two Cities, a Jim Longworth en la serie estadounidense The Glades y a Logan Nelson en Jigsaw.

## Biografía
Matt se graduó del National Institute of Dramatic Art "NIDA", en el 2001 con un grado en Arte Dramático.
En julio de 2007 compartió una casa con el actor Luke Jacobz, con quien trabajó en Mcleod's Daughters.
En 1997 se casó con la gurú Jacqui Passmore, después casi ocho años la pareja se divorció en 2006.
Desde 2006 comenzó a salir con la actriz Rachael Carpani,
 sin embargo la relación terminó en julio de 2011.

## Carrera
Passmore ha trabajado en televisión, cine y teatro; algunos de sus trabajos en televisión son The Alice y Tuck and Cover. 
Ha participado en algunas puestas teatrales como Blackrock, Replays, The Idiot, X-Stacy, entre otras. 
Desde 2002 aparece como presentador regular del programa infantil Play School.
En 2003, apareció en la película estadounidense Son of the Mask y apareció en varios episodios como el discapacitado esposo de Susie Raynor en la serie Blue Heelers. También apareció como DJ Pete 'Dr Love' Jones en la serie dramática australiana Always Greener. En 2004, obtuvo un papel recurrente en la serie The Cooks.
En 2005 dio vida a Cameron Kennedy en la serie de televisión Last Man Standing. 
En 2006 se unió a la aclamada serie australiana Mcleod's Daughters donde interpretó a Marcus Turner, el hermano de Alex Ryan, hasta el final de la serie en 2009; anteriormente había participado en esta serie como actor invitado en donde interpretó a Greg Hope.
En 2008 Matt se unió al elenco principal del cortometraje australiano Noir Drive donde interpretó al detective privado Reilly. 
En 2009 apareció en la miniserie The Cut, donde interpretó a Andrew, también apareció en la serie Underbelly: A Tale of Two Cities donde interpretó al detective de la policía Warwick Mobbs. Ese mismo año se anunció que se había unido al elenco de la serie estadounidense Masterwork, producida por la cadena FOX, junto a la actriz Natalie Dormer, sin embargo la serie nunca salió al aire.
En 2010 obtuvo el papel principal del detective Jim Longworth en la serie estadounidense The Glades papel que interpretó hasta el final de la serie en el 2013 después de que la serie fuera cancelada tras finalizar su cuarta temporada.
En octubre de 2013 se anunció que Matt se había unido al piloto de un nuevo drama de Sean Jablonski donde interpretará a Neil Truman, un banquero que trata de satisfacer su crisis de la mediana edad renunciando a su trabajo y redefiniendo sus relaciones y así mismo.
En 2014 se unió al elenco principal del drama estadounidense Satisfaction donde interpretó a Neil Truman, un banquero que accidentalmente descubre que su esposa Grace (Stephanie Szostak) está involucrada con un acompañante masculino, hasta el final de la serie en 2015.
En marzo de 2016 se anunció que se había unido al elenco principal de la nueva serie de la CW donde dará vida a Clark Patterson, un parapsicólogo quien ayuda a una joven cuando esta comienza a experimentar actividades paranormales. Originalmente el actor Bailey Chase había sido escogido para interpretar el papel principal.

## Filmografía

### Series de televisión
| Año             | Serie                            | Personaje                       | Notas          |
| --------------- | -------------------------------- | ------------------------------- | -------------- |
| 2016 - presente | CW Pilot Project                 | Clark Patterson                 | -              |
| 2014 - 2015     | Satisfaction                     | Neil Truman                     | 20 episodios   |
| 2010 - 2013     | The Glades                       | Det. Jim Longworth              | 49 episodios   |
| 2009            | Underbelly: A Tale of Two Cities | Warwick Mobbs                   | 8 episodios    |
| 2009            | The Cut                          | Andrew Telford                  | 6 episodios    |
| 2006 - 2009     | Mcleod's Daughters               | Marcus Turner                   | 55 episodios   |
| 2005            | The Alice                        | Tom                             | episodio #1.16 |
| 2005            | Last Man Standing                | Cameron Kennedy                 | 22 episodios   |
| 2004 - 2005     | The Cooks                        | Jake                            | 5 episodios    |
| 2003            | Blue Heelers                     | Brad Fingleton                  | 5 episodios    |
| 2003            | Always Greener                   | Pete "The Love Professor" Jones | 16 episodios   |

### Películas
| Año  | Película                                   | Personaje                | Notas                                                                      |
| ---- | ------------------------------------------ | ------------------------ | -------------------------------------------------------------------------- |
| 2018 | Nox                                        | Peter Marlowe            | corto - junto a Brigitte Millar & Agnès Godey                              |
| 2017 | Jigsaw                                     | Logan Nelson             | Junto a Tobin Bell, Callum Keith Rennie & Paul Braunstein                  |
| 2014 | Come Back to Me                            | Josh                     | junto a Katie Walder, Nathan Keyes & Laura Gordon                          |
| 2011 | Sunshine State of Mind: Casting the Glades | -                        | corto - junto a Clifton Campbell, Susan Edelman & Michelle Hurd            |
| 2009 | Masterwork                                 | Agente Marcus Vanderwold | junto a Natalie Dormer                                                     |
| 2008 | Noir Drive                                 | Detective Privado Reilly | corto - junto a Rachael Berry, Vincent Stone, Nicholas Aplin & Steve Price |
| 2005 | Son of the Mask                            | Ejecutivo de la Cadena   | junto a Jamie Kennedy, Alan Cumming, Kal Penn & Sandy Winton               |
| 2003 | Tuck and Cover                             | Pete                     | -                                                                          |

### Videojuegos
| Año  | Programa                                   | Notas                           |
| ---- | ------------------------------------------ | ------------------------------- |
| 2011 | Sunshine State of Mind: Casting the Glades | prestó su voz para el personaje |

### Apariciones
| Año           | Programa    | Notas                                                        |
| ------------- | ----------- | ------------------------------------------------------------ |
| 2002-presente | Play School | presentador                                                  |
| 2007          | Temptation  | concursante - episodio "Battle of the Network Shows: Heat 2" |

### Teatro
| Año  | Obra      | Personaje | Director (a)    | Teatro           | Notas                                                          |
| ---- | --------- | --------- | --------------- | ---------------- | -------------------------------------------------------------- |
| 1997 | Blackrock | -         | Jackie McKimmie | La Boite Theatre | junto a Gael Ballantyne, Chris Betts, David Brown & Paul Denny |